# Pembroke Dock
Pembroke Dock (walisisch: Doc Penfro), alternativ auch The Port of Pembroke, ist eine walisische Stadt und Community in der südwalisischen Principal Area Pembrokeshire. Die Stadt hat einen eigenen Fährhafen auf einem früheren Werftgelände und wurde im Zweiten Weltkrieg als Standort der weltweit größten Flugbootbasis bekannt. Beim Zensus 2011 hatte die Community 9.753 Einwohner.

## Geographie
Pembroke Dock liegt nördlich von Pembroke, der ursprünglichen Hauptstadt der Grafschaft Pembrokeshire, am Ästuar Doggledau des River Cleddau zwischen den Mündungen des River Pembroke und des Cosheston Pill. Im Norden der Stadt liegt neben dem Werftgelände auch der Hafen, zudem gibt es zwischen Pembroke Dock und der Stadt Neyland mit der Cleddau Bridge eine Straßenbrücke über den Doggledau. Durch Pembroke Dock verlaufen unter anderem die A477 road und die A4139 road sowie mehrere weitere größere Straßen. Ferner wird Pembroke Dock vom Pembrokeshire Coast Path durchquert.
Pembroke Dock ist der Hauptort der Community, die zudem auch die Siedlungen Pennar und Waterloo umfasst. Politisch gehört Pembroke Dock zur Principal Area Pembrokeshire. Wegen ihrer geographischen Lage hat die Community nur drei unmittelbare Grenzen zu anderen Communitys: im Osten zu Cosheston und im Süden zu Pembroke und Hundleton. Die Community ist in vier Wards eingeteilt. Diese gehören wiederum zum britischen Wahlkreis Carmarthen West and South Pembrokeshire beziehungsweise zu dessen walisischem Pendant.

## Geschichte
Auf dem Gebiet von Pembroke Dock lag früher ein kleines Dorf mit dem Namen Paterchurch. Das Umland des Dorfes wurde fast ausschließlich landwirtschaftlich genutzt. Von einem zu Beginn des Spätmittelalters entstandenen Herrenhaus existiert heutzutage lediglich noch ein Turm, der auf dem Werftgelände steht. Bereits im späten 18. Jahrhundert wurden von der Royal Navy im Doggledau erste Schiffe gebaut, allerdings in der Nähe von Hubberston, wenige Kilometer vor der Mündung des Ästuars. 1814 entstand schließlich an der heutigen Stelle eine Werft der Royal Navy und gleichzeitig auch der Kern der Stadt Pembroke Dock. Die neugegründete Siedlung zentrierte sich um die Werft, die zwischen 1814 und 1926 über 260 Schiffe baute, darunter fünf königliche Jachten. Zur Verteidigung der schnell wachsenden Stadt wurden zwischen 1844 und 1845 die sogenannten Defensible Barracks errichtet, eine Befestigungsanlage und zugleich auch eine Kaserne. 1851 folgte der Bau zweier Waffentürme mit dem Namen Cambridge Gun Towers, die im Volksmund als Martello Towers bekannt sind. In dieser Zeit war Pembroke Dock bereits überregional bekannt; John Marius Wilson nennt die Stadt in seinem Imperial Gazetteer of England and Wales vom Anfang der 1870er-Jahre eine „Seehafen-Stadt“. Bereits im Jahr 1901 hatte die Stadt 11.000 Einwohner. Mitte der 1920er-Jahre wurde die Werft jedoch geschlossen.
Im Jahr 1930 errichtete die Royal Air Force in Pembroke Dock eine Basis für Flugboote, in der später unter anderem Short Sunderlands stationiert waren. Im Zweiten Weltkrieg war die Basis die weltweit größte ihrer Art, wobei nicht nur britische Soldaten dort stationiert waren, sondern auch internationales Personal beteiligt war. Aus diesem Grund hat sich auch eine Gemeindepartnerschaft mit dem deutschen Bergen entwickelt. Nach Kriegsende existierte die Basis zunächst weiter, wurde aber 1959 geschlossen. In den 1960er-Jahren wurde dann die letzte verbliebene militärische Einheit aus Pembroke Dock abgezogen. Die Werft wurde anschließend umgenutzt und bildet den heutigen Fährhafen. Unter dem Namen Pembroke Dock Marine soll in Pembroke Dock ein Forschungszentrum für Marine-Technologien errichtet werden; das Projekt ist Teil des sogenannten Swansea Bay City Deals, eines regionalen Entwicklungsprojekts, das mit EU-Geldern finanziert wird. Das Projekt in Pembroke Dock wird unter anderem auch vom Hafen in Milford Haven unterstützt.

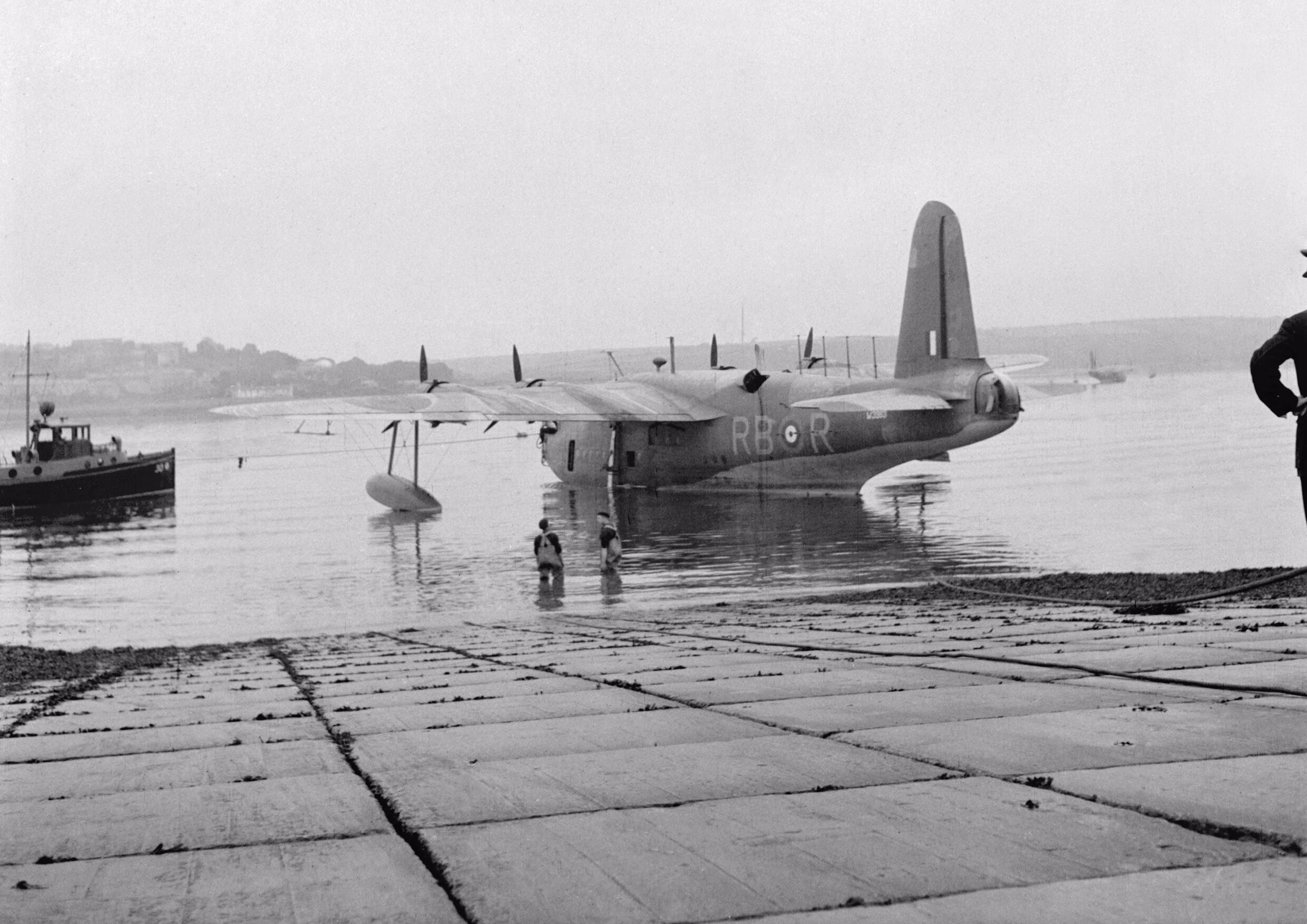
Eine Short Sunderland nach der Landung vor Pembroke Dock
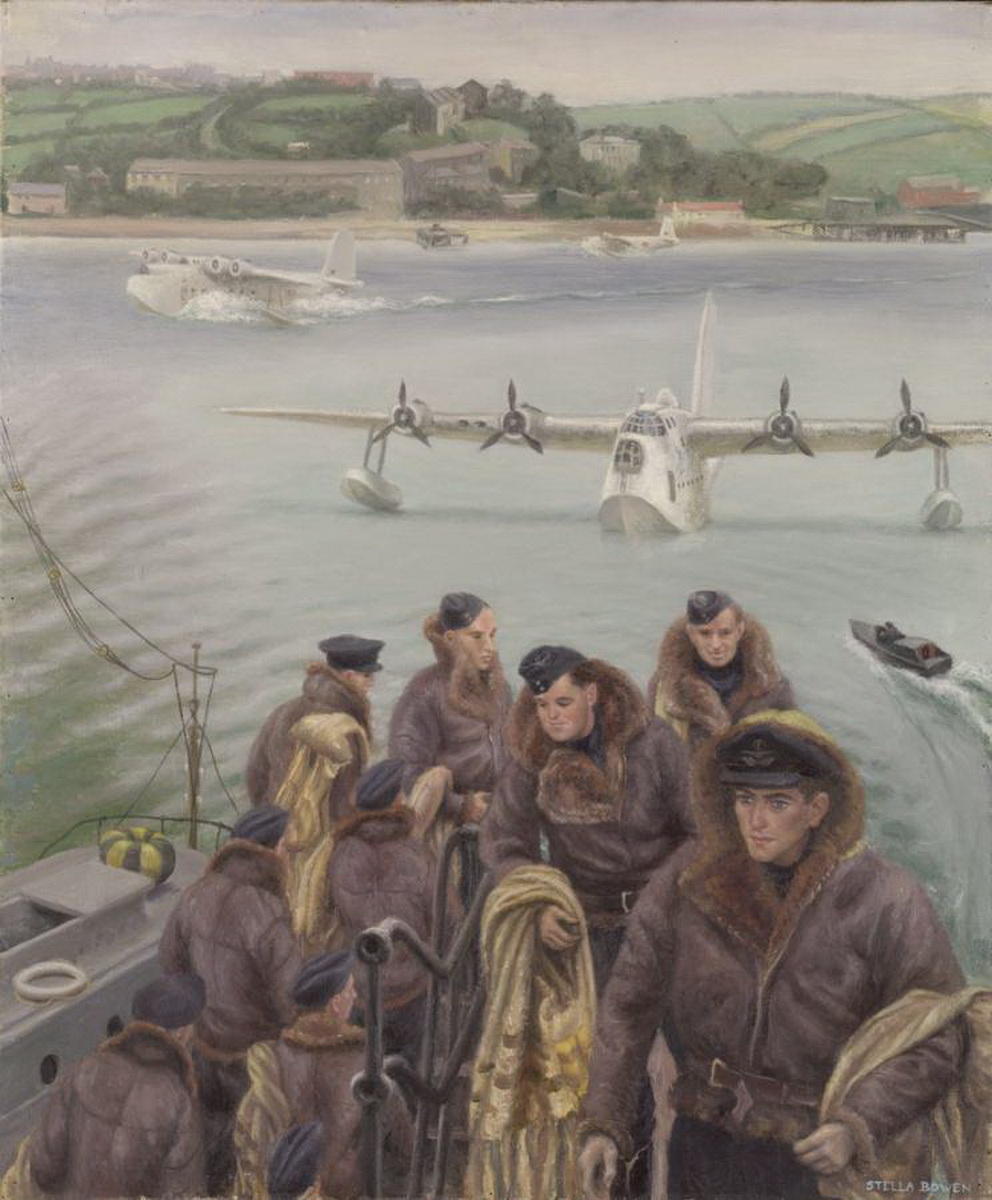
Stella Bowen: A Sunderland Crew Comes Ashore at Pembroke Dock, 1945

## Infrastruktur
In Pembroke Dock existiert sowohl ein Zustellpostamt der Royal Mail als auch eine Niederlassung der Post Office Ltd. Mit der Pembroke Dock Clinic hat die Stadt auch ein eigenes Krankenhaus. Ebenso gibt es eine eigene Gemeinschaftsschule. Davon abgesehen hat Pembroke Dock einen eigenen Golfclub. Ebenso gibt es mehrere Hotels beziehungsweise Gasthäuser in der Stadt, genauso auch mehrere Pubs.

## Verkehr

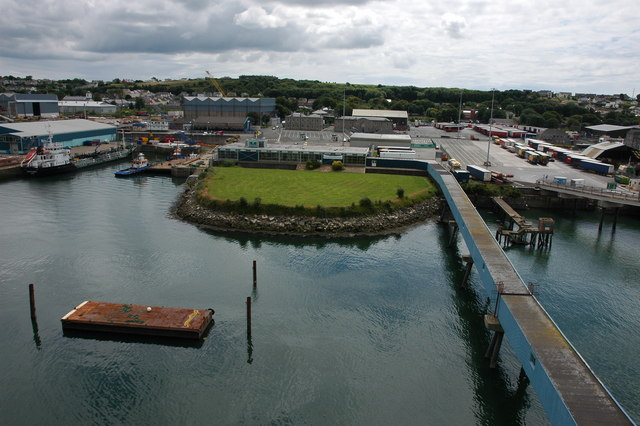
Blick auf den Hafen

Wie oben beschrieben, ist Pembroke Dock an mehrere Fernstraßen angebunden. Zugleich hat Pembroke Dock auch einen Haltepunkt an der von Trains for Wales betriebenen West Wales Line. Es gibt außerdem mehrere Bushaltestellen, an denen Linien unter anderem nach Milford Haven, Haverfordwest und Tenby fahren. Des Weiteren gibt es den Fährhafen, an dem zweimal am Tag Schiffsverbindungen zum südirischen Rosslare Harbour ablegen. Der generelle Schiffsverkehr umfasst sowohl den Personen- als auch den Frachtverkehr.

## Bauwerke
In Pembroke Dock gibt es wegen der Geschichte der Stadt verschiedene historische Bauwerke, darunter neben dem Werftgelände beispielsweise die Martello Towers, die Defensible Barracks sowie den Llanion Cemetery und den Pembroke Dock Military Cemetery mit jeweils mehreren Soldatengräbern. In der Stadt steht auch die Garrison Chapel, die eventuell die einzige noch bestehende Kirche im klassischen georgianischen Baustil. In der Kirche ist auch das Pembroke Dock Heritage Centre angesiedelt, welches sich der Erinnerung an die Flugboote gewidmet hat. Generell gibt es 106 Bauwerke in der Stadt, die in die Statutory List of Buildings of Special Architectural or Historic Interest aufgenommen wurden, zumeist als Grade II buildings, einige Grade II* buildings und mit dem Paterchurch Tower, dem Turm des Herrenhauses von Paterchurch, auch ein Grade I building.